# Ermida Santa Maria Madalena (Agualva)
A Ermida Santa Maria Madalena é uma ermida portuguesa que se localizou na freguesia açoriana da Agualva, concelho da Praia da Vitória, ilha Terceira, arquipélago dos Açores.
Esta ermida teve como fundador o bispo da Diocese de Angra D. Jerónimo Teixeira Cabral (Lamego, ? — Madrid, 1614) foi o 9.º bispo da Diocese de Angra, que governou de 1600 a 1612. Foi praticamente destruída pelo terramoto de 24 de Maio de 1614 que causou enorme destruição pela ilha Terceira, tendo praticamente arrasado a então ainda vila da Praia, facto que ficou registado na história sob a denominação de “Caída da Praia”.